# Oadby
Oadby är en ort i Oadby and Wigston, Storbritannien. Den ligger i grevskapet Leicestershire och riksdelen England, i den södra delen av landet, 140 km nordväst om huvudstaden London. Oadby ligger 104 meter över havet och antalet invånare är 23 184. Staden nämndes i Domedagsboken (Domesday Book) år 1086, och kallades då Oldebi.
Terrängen runt Oadby är platt. Runt Oadby är det tätbefolkat, med 530 invånare per kvadratkilometer. Närmaste större samhälle är Leicester, 4,8 km nordväst om Oadby. Trakten runt Oadby består till största delen av jordbruksmark.